# Agnieszka Rzepa
Agnieszka Maria Rzepa – polska literaturoznawczyni, dr hab. nauk humanistycznych, profesor uczelni i kierownik Pracowni Literatury Kanadyjskiej Wydziału Anglistyki Uniwersytetu im. Adama Mickiewicza w Poznaniu.

## Życiorys
25 czerwca 1998 obroniła pracę doktorską Androgyniczne teksty, androgyniczne postacie: koncepcja androgyni w powieściach współczesnych pisarek amerykańskich, 17 czerwca 2010 habilitowała się na podstawie pracy zatytułowanej Triumfy i porażki pamięci: Przestrzenie kanadyjskiego realizmu magicznego. Została zatrudniona na stanowisku adiunkta w Instytucie Filologii Angielskiej na Wydziale Neofilologii Uniwersytetu im. Adama Mickiewicza.
Awansowała na stanowisko profesora uczelni i kierownika w Pracowni Literatury Kanadyjskiej na Wydziale Anglistyki Uniwersytetu im. Adama Mickiewicza w Poznaniu.
Jest członkiem Rady Dyscypliny Naukowej – Językoznawstwa i Literaturoznawstwa Uniwersytetu im. Adama Mickiewicza w Poznaniu.